# スカールホルト

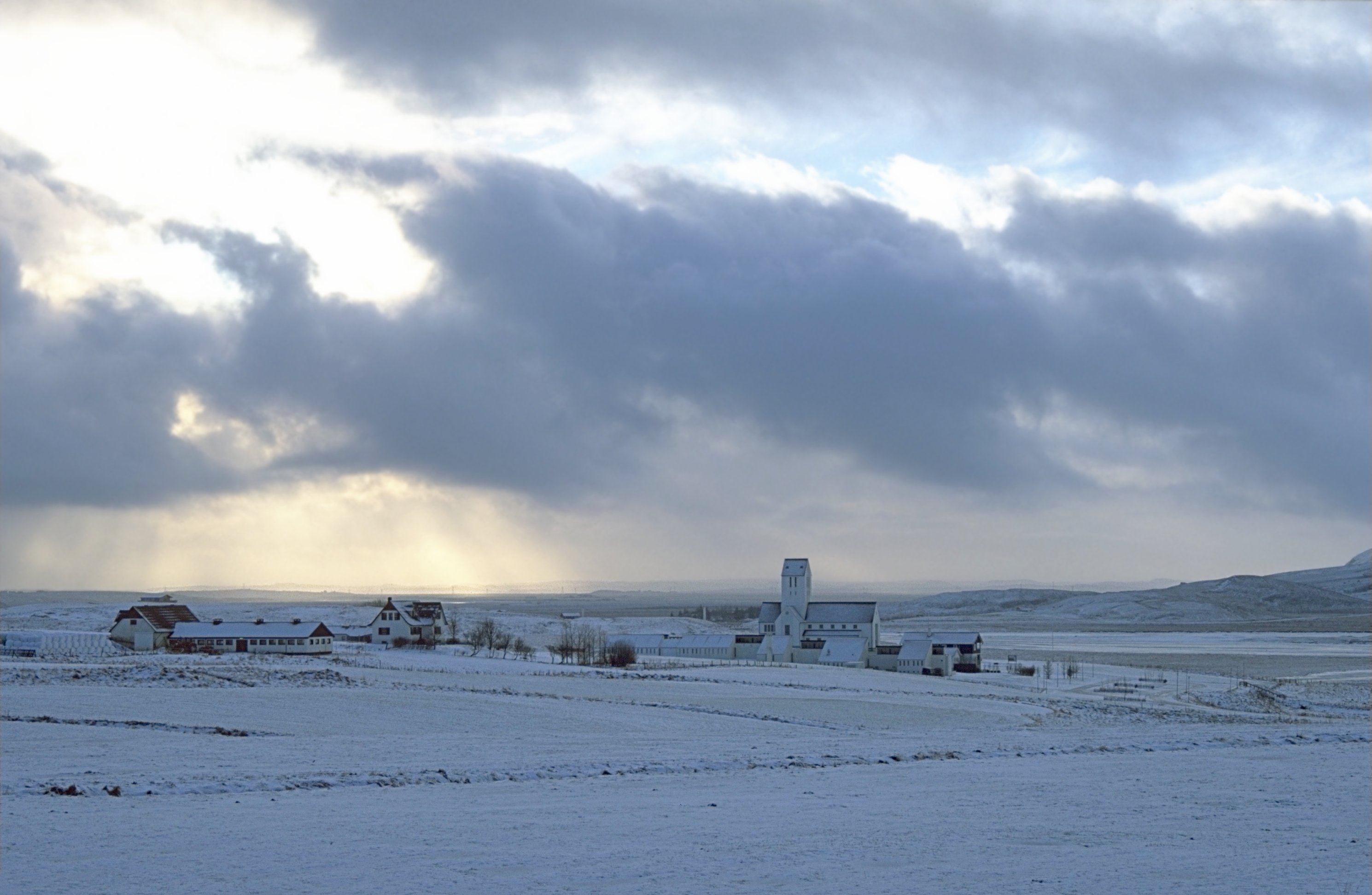
冬のスカールホルト。

スカールホルト（アイスランド語：Skálholt, 古期アイスランド語：Skálaholt スカーラホルト）とは、アイスランド南部、フヴィーター川(en) の近くにある地名で、歴史的な場所である。
スカールホルト村には比較的大きな教会と数軒の家しかない。それにもかかわらず、この地はアイスランドの歴史の中で大きな位置を占めている。この地は中世から1785年まで、アイスランドにある2つの司教座(en) の一つであり、文化的・政治的中心地となっていた（もう一つの司教座はホーラル司教座(en) ）。そして1550年にホーラル最後のカトリック司教ヨーン・アラソン(en) が2人の息子と共に処刑された。
スカールホルトの教会はアイスランドの平均的な教会に比べ際だって大きいように見える。実際に、1956年から1963年に建てられた教会の大きさは30mであるが、以前の教会はより大きく、50mを下らなかったとされる。現在の教会の調度品は他のスカンディナヴィアの国々から寄贈されたものである。
ブレーメンのアダム(en) は、1075年頃に、スカールホルト（Scaldholz スカルドホルツ）がアイスランドで「最も大きい都市」であったと記述している。